# Adam Ružička
Adam Ružička, född 11 maj 1999, är en slovakisk professionell ishockeyforward som är kontrakterad till Calgary Flames i National Hockey League (NHL) och spelar för Stockton Heat i American Hockey League (AHL) Han har tidigare spelat för Owen Sound Attack i Ontario Hockey League (OHL).
Ružička draftades av Calgary Flames i fjärde rundan i 2017 års draft som 109:e spelare totalt.
Han är svåger till Michal Čajkovský, som spelar för HK Dynamo Moskva i Kontinental Hockey League (KHL).

## Statistik
| 2016–2017  | Sarnia Sting   | OHL        | 61  | 25 | 21  | 46  | 30  | 4  | 0 | 2  | 2  | 0  |
| 2017–2018  | Sarnia Sting   | OHL        | 63  | 36 | 36  | 72  | 40  | 12 | 0 | 3  | 3  | 6  |
| 2018–2019  | Sarnia Sting   | OHL        | 35  | 11 | 26  | 37  | 22  | —  | — | —  | —  | —  |
|            | Sudbury Wolves | OHL        | 30  | 24 | 17  | 41  | 14  | 8  | 3 | 7  | 10 | 4  |
| 2019–2020  | Stockton Heat  | AHL        | 54  | 10 | 17  | 27  | 12  | —  | — | —  | —  | —  |
| 2020–2021  | Calgary Flames | NHL        | 1   | 0  | 0   | 0   | 2   | —  | — | —  | —  | —  |
|            | Stockton Heat  | AHL        | 28  | 11 | 10  | 21  | 10  | —  | — | —  | —  | —  |
| NHL totalt | NHL totalt     | NHL totalt | 1   | 0  | 0   | 0   | 2   | —  | — | —  | —  | —  |
| AHL totalt | AHL totalt     | AHL totalt | 82  | 21 | 27  | 48  | 22  | —  | — | —  | —  | —  |
| OHL totalt | OHL totalt     | OHL totalt | 189 | 96 | 100 | 196 | 106 | 24 | 3 | 12 | 15 | 10 |

### Internationellt
| Källa: Uppdaterad: 2021-05-18 | Källa: Uppdaterad: 2021-05-18 | Källa: Uppdaterad: 2021-05-18 |         | Utv = Utvisningsminuter | Utv = Utvisningsminuter | Utv = Utvisningsminuter | Utv = Utvisningsminuter | Utv = Utvisningsminuter |
| År                            | Lag                           | Mästerskap                    | Matcher | Mål                     | Assists                 | Poäng                   | Utv                     |                         |
| ----------------------------- | ----------------------------- | ----------------------------- | ------- | ----------------------- | ----------------------- | ----------------------- | ----------------------- | ----------------------- |
| 2015                          | Slovakien                     | Ivan Hlinka                   | 4       | 1                       | 1                       | 2                       | 2                       |                         |
| 2015                          | Slovakien                     | U18                           | 5       | 2                       | 2                       | 4                       | 4                       |                         |
| 2016                          | Slovakien                     | Ivan Hlinka                   | 4       | 2                       | 2                       | 4                       | 2                       |                         |
| 2016                          | Slovakien                     | JVM                           | 5       | 1                       | 0                       | 1                       | 2                       |                         |
| 2016                          | Slovakien                     | U18                           | 5       | 2                       | 3                       | 5                       | 6                       |                         |
| 2017                          | Slovakien                     | JVM                           | 5       | 0                       | 2                       | 2                       | 2                       |                         |
| 2018                          | Slovakien                     | JVM                           | 5       | 2                       | 1                       | 3                       | 4                       |                         |
| Junior totalt                 | Junior totalt                 | Junior totalt                 | 33      | 10                      | 11                      | 21                      | 22                      |                         |